# Karabin maszynowy Negev
Negev – produkowany przez izraelski koncern Israel Weapon Industries ręczny karabin maszynowy kalibru 5,56 × 45 mm.

## Historia
Sukces belgijskiego FN Minimi szybko zwrócił uwagę żołnierzy izraelskich. W drugiej połowie lat osiemdziesiątych zakupiono małą liczbę karabinów maszynowych FN Minimi i rozpoczęto próbną eksploatację w jednostkach wojskowych. W tym czasie podstawowym modelem broni zespołowej w armii Izraela był belgijski ukm FN MAG kalibru 7,62 × 51 mm. Była to doskonała konstrukcja, ale sam FN MAG ważył bez amunicji 11 kg. Dlatego FN MAG był uzupełniany przez karabiny maszynowe Galil w wersji ARM (Assault Rifle and Light Machine Gun). Jednak ich szybkostrzelność praktyczna była zbyt niska. Dlatego wydawało się, że wkrótce Cahal zakupi duże partie belgijskiego rkm-u. Nie stało się tak z powodu nacisków krajowego producenta broni strzeleckiej – koncernu Israel Military Industries Ltd. (IMI). Jego podstawowy produkt, karabiny Galil, sprzedawał się lepiej poza Izraelem niż we własnym kraju. Przyczyną tego była amerykańska pomoc wojskowa – Izraelczycy otrzymywali karabiny M16 praktycznie za darmo, więc nie kupowali Galili we własnych zakładach. Przyjęcie do uzbrojenia FN Minimi spowodowałoby prawdopodobnie podobny zalew Izraela amerykańskimi karabinami maszynowymi M249SAW (licencyjna wersja FN Minimi).
W tym czasie trwały już rozpoczęte w 1985 roku prace nad ręcznym karabinem maszynowym kalibru 5,56 mm. Prace projektowe, którym przewodniczył Adi Flashkes z IMI, zakończyły się oficjalnie w 1992 roku opatentowaniem karabinu maszynowego w USA. Jednak nadal trwały prace nad udoskonaleniem broni. Ostateczną wersję broni opracowano w 1995 roku. Następny rok trwały próby. W 1997 ręczny karabin maszynowy, który otrzymał nazwę Negev, został wprowadzony do uzbrojenia. Jednocześnie rozpoczęła się produkcja karabinu maszynowego w zakładach IMI. W następnych latach opracowano także skróconą wersję Negev Commando.
Poza izraelskimi siłami zbrojnymi ręczny karabin maszynowy Negev został przyjęty do uzbrojenia w Estonii. Małe partie zostały zakupione przez armię Malezji i kilka innych armii państw Ameryki Południowej i Afryki.

## Opis konstrukcji
Ręczny karabin maszynowy Negev jest zespołową bronią samoczynno-samopowtarzalną. Zasada działania oparta na odprowadzaniu gazów prochowych przez boczny otwór w lufie. Ryglowanie przez obrót zamka o czterech ryglach w prawo. Suwadło odryglowuje zamek dopiero po krótkim ruchu jałowym, co ułatwia ekstrakcję i zmniejsza ryzyko pęknięcia łuski. Karabin maszynowy strzela z zamka otwartego ogniem pojedynczym i seriami. Przełącznik rodzaju ognia połączony z bezpiecznikiem ma postać skrzydełka umieszczonego po prawej stronie broni, w zasięgu kciuka dłoni spoczywającej na chwycie pistoletowym.
Negev posiada podwójny mechanizm zasilania. Standardowe jest zasilanie z metalowej taśmy rozsypnej M27. Taśma luźna albo w dołączonym pod komorą zamkową pojemniku z tkaniny (odcinek 100 lub 200 nabojowy). Mechanizm przesuwu taśmy podobny jak w MG 42. Awaryjnie (przy braku zataśmowanej amunicji) można używać magazynków karabinów Galil, a przy pomocy specjalnego adaptera, magazynków zgodnych ze STANAG (np. od karabinów M16).
Lufa szybkowymienna posiada ręcznie przestawiany trójpołożeniowy regulator gazowy. Wnętrze lufy chromowane. Lufa zakończona tłumikiem płomieni.
Przyrządy celownicze mechaniczne składają się z muszki i regulowanego celownika przeziernikowego.